# Lyckobladsbuske
Lyckobladsbuske (Caragana frutex) är en ärtväxtart som först beskrevs av Carl von Linné, och fick sitt nu gällande namn av Karl Heinrich Koch. Enligt Catalogue of Life ingår Lyckobladsbuske i släktet karaganer och familjen ärtväxter, men enligt Dyntaxa är tillhörigheten istället släktet karaganer och familjen ärtväxter. Arten förekommer tillfälligt i Sverige, men reproducerar sig inte.

## Underarter
Arten delas in i följande underarter:
- C. f. frutex
- C. f. latifolia